# Mecha Streisand
Pour les articles homonymes, voir Streisand.
Mecha Streisand (Mecha-Streisand en version originale) est le douzième épisode de la première saison de la série animée South Park.

## Synopsis
En sortie scolaire, Cartman trouve une pointe de flèche décorée qu'il jette aussitôt. Kyle la ramasse et elle s'illumine. Ensuite, celui-ci la montre à l'anthropologue qui encadre la classe. Un reportage de la chaîne News 4 rapporte la découverte. Plus tard le critique de cinéma Leonard Maltin s'inquiète auprès de Chef. Il veut savoir s'il a vu Barbra Streisand à South Park et l'endroit où se trouvent les enfants.